# Cephalodella macrodactyla
Cephalodella macrodactyla är en hjuldjursart som först beskrevs av Soili Kristina Stenroos 1898.  Cephalodella macrodactyla ingår i släktet Cephalodella och familjen Notommatidae. Arten är reproducerande i Sverige. Inga underarter finns listade i Catalogue of Life.